# Bethel Township (Indiana)
Die Bethel Township ist eine von zehn Townships im Posey County im US-amerikanischen Bundesstaat Indiana. Im Jahr 2010 hatte die Bethel Township 311 Einwohner.

## Geografie
Die Bethel Township liegt im Südwesten von Indiana am östlichen Ufer des Wabash River, der die Grenze zu Illinois bildet. Der Ohio River, der die Grenze zu Kentucky bildet, befindet sich rund 30 km südlich.
Die Bethel Township liegt auf 38° 12′ N, 87° 56′ W und erstreckt sich über 51,34 km², die sich auf 49,42 km² Land- und 1,92 km² Wasserfläche verteilen. 
Die Bethel Township liegt im äußersten Nordwesten des Posey County und grenzt westlich und südwestlich – durch den Wabash River getrennt – an das White County in Illinois. Im Norden grenzt die Township an das Gibson County. Innerhalb des Posey County grenzt die Bethel Township im Südosten an die Robb Township.

## Verkehr
Die Interstate 64, die St. Louis in Missouri mit Louisville in Kentucky verbindet, verläuft in West-Ost-Richtung durch die Bethel Township. Bei allen weiteren Straßen handelt es sich um untergeordnete und teilweise unbefestigte Fahrwege.
In Nordwest-Südost-Richtung verläuft eine Eisenbahnlinie der Evansville Western Railway durch die Township, die Mount Vernon in Illinois mit Evansville in Indiana verbindet.
Der Evansville Regional Airport liegt rund 45 km südöstlich der Bethel Township.

## Demografische Daten
Nach der Volkszählung im Jahr 2010 lebten in der Bethel Township 311 Menschen in 129 Haushalten. Die Bevölkerungsdichte betrug 6,3 Einwohner pro Quadratkilometer. In den 129 Haushalten lebten statistisch je 2,41 Personen. 
Ethnisch betrachtet bestand die Bevölkerung mit zwei Ausnahmen nur aus Weißen. 
22,8 Prozent der Bevölkerung waren unter 18 Jahre alt, 58,2 Prozent waren zwischen 18 und 64 und 19,0 Prozent waren 65 Jahre oder älter. 54,0 Prozent der Bevölkerung war weiblich.
Das mittlere jährliche Einkommen eines Haushalts lag bei 51.250 USD. Das Pro-Kopf-Einkommen betrug 18.379 USD. 23,5 Prozent der Einwohner lebten unterhalb der Armutsgrenze.

## Ortschaften
Neben Streubesiedlung lebt die Bevölkerung der Bethel Township in Griffin (mit dem Status „Town“), der einzigen selbstverwalteten Kommune in der Township.